# L'Année sociologique
L'Année sociologique è una rivista scientifica francese di sociologia e antropologia fondata nel 1898 da Émile Durkheim che ne è stato il primo direttore. È stata pubblicata con numeri a cadenza annuale fino al 1906 (10 volumi), quindi due numeri triennali (1906-09 e 1909-12) presso le edizioni di Félix Alcan. Interrotta dalla prima guerra mondiale, la rivista riprende le pubblicazioni nel 1923 con una seconda serie di due volumi.
Quindi prende il nome Annales sociologiques dal 1934 al 1942.
La prima serie (nominalmente dal 1896 al 1912) è stata riedita in 12 volumi nel 1969.
Dopo la seconda guerra mondiale è tornata al nome originale ed è pubblicata dalle Presses Universitaires de France.
Tra i collaboratori principali della rivista si possono ricordare: Marcel Mauss, Maurice Halbwachs, François Simiand, Robert Hertz, Paul Lapie, Henri Hubert, Roger Bastide, Paul Fauconnet, Georg Simmel, Célestin Bouglé, Lucien Lévy-Bruhl, Marcel Granet, Louis Gernet, Gisbert Richard.
Nel 1949 comincia una terza serie con Georges Bourgin, Georges Davy, Jean Duvignaud, Michel Dubois e altri.
Dal 2000 è anche on-line con ISSN 1969-6760.